# Alpha Sissoko
Alpha Sissoko, né le 7 mars 1997 à Bondy, est un footballeur français qui évolue au poste d'arrière droit à l'En Avant Guingamp.

## Biographie
Né à Bondy, en Seine-Saint-Denis, Alpha Sissoko est passé par les jeunes de La Courneuve, du CM Aubervilliers, du Red Star et du Jeanne d'Arc de Drancy, avant d'arriver en Auvergne, où après un bref passage à l'ASM, il signe au Clermont Foot 63 en 2014,.

### Carrière en club
Sissoko fait ses débuts professionnels avec Clermont à l'occasion d'une victoire 2-0 en Ligue 2 contre Châteauroux le 19 septembre 2017,.
Se faisant définitivement une place dans l'effectif auvergnat lors de la saison 2018-2019, il est recruté par Saint-Etienne lors de l'été 2019.
En janvier 2020, il est prêté au Puy Foot 43 en Championnat national, jusqu'à la fin de la saison, qui fait face à un arrêt précoce à la suite de la crise sanitaire.
Il fait finalement ses débuts avec les verts le 17 septembre 2020, entrant en jeu lors d'une victoire 0-2 en Ligue 1 à Marseille contre l'OM.

## Palmarès

### Distinctions personnelles
- Nommé dans l'équipe-type de Ligue 2 aux Trophées UNFP du football 2025[8]’[9]